# Edition Steinbauer
Die Edition Steinbauer ist ein Buchverlag im 7. Wiener Gemeindebezirk Neubau. Verlagsleiter ist der ehemalige ÖVP-Politiker Heribert Steinbauer. Die Geschäftsführung wird von Reingard Grübl-Steinbauer ausgeübt.
Im Programm erscheinen Bücher aus den Bereichen Kunst/Theater/Literatur, Gesellschaft und Zeitgeschichte. Zu den Autoren gehören u. a. Walter Baier, Tayfun Belgin, Achim Benning, Peter Diem, Michael Ehn, Peter Eschberg, Hubert Feichtlbauer, Stefan Frey, Karl Grell, Hans Haider, Martin Haidinger, Fritz Hennenberg, Ingrid Korosec, Hartmut Krones, Helmut Loos, Jonny Moser, Heinrich Neisser, Wolfgang Neugebauer, Karl Pfeifer, Karl Pisa, Manfried Rauchensteiner, Claus Reitan, Heribert Schiedel, Hermann Schlösser, Peter Schreier, Helmut Schüller, Claus-Christian Schuster, Günther Steinbach, Andreas Unterberger, Werner Vogt und Heinz Zednik.
Der Verlag erhält über die Kunstförderung des Bundesministeriums für Bildung und Frauen finanzielle Unterstützung.